# Kamienna Namysłowska
Kamienna Namysłowska – przystanek osobowy w miejscowości Kamienna, ww województwie opolskim, w powiecie namysłowskim, w gminie Namysłów, w Polsce.
| Kamienna Namysłowska                     |  |                                   |
| Linia nr 307 Namysłów - Kępno (3,584 km) |  |                                   |
| Namysłówodległość: 3,584 km              |  | Bukowa Śląska odległość: 4,899 km |